# Boussières-sur-Sambre
Boussières-sur-Sambre è un comune francese di 525 abitanti situato nel dipartimento del Nord nella regione dell'Alta Francia.

## Società

### Evoluzione demografica
Abitanti censiti